# 周骏羽
周骏羽（1942年—），汉族，中华人民共和国政治人物、第十一届全国政协委员。
加入中国农工民主党，担任上海市政协副秘书长。2008年，当选第十一届全国政协委员，代表中国农工民主党，分入第十组。